# Wolfgang Hesl
Wolfgang Hesl (Nabburg, 13 januari 1986) is een Duits doelman in het betaald voetbal. Sinds 2012 speelt hij bij Greuther Fürth.
Hij werd in het seizoen 2006/07 toegevoegd aan de hoofdmacht van Hamburger SV. Voor hij bij het eerste team van HSV werd gehaald, speelde hij in Hamburg al voor de A-junioren en 84 wedstrijden met het tweede team in de Regionalliga Nord. Voor het vlaggenschip deed hij voornamelijk dienst als reservedoelman achter Frank Rost.
In het seizoen 2010-2011 speelde hij op huurbasis voor Oostenrijkse Bundesligist SV Ried, met wie hij de Oostenrijkse beker won. Daarna tekende hij een contract bij Dynamo Dresden, om na één seizoen naar het toen net naar de Duitse Bundesliga gepromoveerde Greuther Fürth te verhuizen. In juni 2015 verliet de doelman de club en tekende een contract voor twee jaar bij promovendus Arminia Bielefeld.

## Cluboverzicht
| Seizoen    | Club                  | Competitie               | Wedstrijden | Doelpunten |
| ---------- | --------------------- | ------------------------ | ----------- | ---------- |
| 2006–2010  | Hamburger SV          | Bundesliga               | 2           | 0          |
| 2010–2011  | SV Ried               | Bundesliga               | 20          | 0          |
| 2011–2012  | Dynamo Dresden        | 2. Bundesliga            | 13          | 0          |
| 2012–2015  | SpVgg Greuther Fürth  | Bundesliga/2. Bundesliga | 46          | 0          |
| 2015-heden | DSC Arminia Bielefeld | 2. Bundesliga            | 0           | 0          |